# Paralelo 44 S
O Paralelo 44 S é um paralelo no 44° grau a sul do plano equatorial terrestre.
Começando pelo Meridiano de Greenwich e tomando a direção leste, o paralelo 44° Sul passa por:
| País, território ou mar | Notas                 |
| ----------------------- | --------------------- |
| Oceano Atlântico        |                       |
| Oceano Índico           |                       |
| Oceano Pacífico         | Mar da Tasmânia       |
| Nova Zelândia           | Ilha Sul              |
| Oceano Pacífico         |                       |
| Nova Zelândia           | Ilha Chatham          |
| Oceano Pacífico         |                       |
| Chile                   | Arquipélago Guaitecas |
| Golfo de Corcovado      |                       |
| Chile                   |                       |
| Argentina               |                       |
| Oceano Atlântico        |                       |